# 自监督学习
自监督学习（英語：self-supervised learning，SSL）是机器学习的一種范式，用于处理未标记数据以获取有用的表示，以帮助下游学习任务。SSL方法最显著的特点是它们不需要人类标注的标签，这意味着它的训练完全基于由未标记的数据样本组成的数据集。典型的SSL流程包括在第一阶段学习监督信号（自动生成的标签），这些监督信号将用于后续阶段中的某些监督学习任务。因此，SSL可以視为无监督学习和监督学习的中间形式。自我监督学习模仿了人类学习对物体进行分类的方式。
典型的 SSL 方法基于人工神经网络或其他模型（例如决策列表）